# George Akerlof
George Arthur Akerlof, né le 17 juin 1940 au New Haven dans le Connecticut, est un économiste américain cofondateur du nouveau keynésianisme. Il reçoit en 2001 le Prix de la Banque de Suède, aux côtés de Michael Spence et de Joseph Stiglitz pour leurs analyses du marché en situation d'asymétrie d'information.

## Biographie

### Jeunesse
Akerlof est né au New Haven dans le Connecticut d'un père suédois chimiste dénommé Gösta Carl Åkerlöf, et d'une mère germano-américaine mère au foyer d'origine juive dénommée Rosalie Clara Grubber,,. George Akerlof possède un frère aîné nommé Carl W. Akerlof, professeur de physique à l'Université du Michigan.

### Études
Akerlof a passé sa scolarité à la Princeton Day School avant de conclure le second cycle des études secondaires à la Lawrenceville School en 1958. Il étudie ensuite à l'Université Yale où il obtient un Bachelor's degree en 1962, puis rédige une thèse au Massachusetts Institute of Technology (MIT) où il décroche son doctorat en économie en 1966. Sa thèse est supervisée par l'économiste Robert Solow, futur prix Nobel d'économie, et était titrée Wages and Capital (Salaires et Capital).
Il a enseigné à la London School of Economics. Depuis 2007, il est professeur à l'université de Californie à Berkeley, faculté à laquelle il a fait don de la somme de son Prix Nobel.

## Travaux
Parmi les imperfections de marché, Akerlof se consacre particulièrement à l’étude des asymétries d'information, qui le fait connaitre auprès de ses pairs. Les acteurs ne disposent pas de la même information sur le marché. Il utilise l'exemple du marché des voitures d'occasion pour mettre en évidence l'impact des asymétries d'information sur le marché dans son article The Market for “Lemons”. Le vendeur d'une voiture d'occasion connait mieux les caractéristiques de sa voiture que l'acheteur éventuel. Les acheteurs savent que le marché comporte des voitures de mauvaise qualité. Ils cherchent donc à payer les voitures au prix le plus bas. Mais à ce prix, les propriétaires de voitures de qualité refusent de les vendre et se retirent du marché. En fin de compte, il ne restera sur le marché que les produits de mauvaise qualité (les lemons en anglais), qui seront achetés plus chers par les consommateurs que s'ils savaient qu'ils achetaient effectivement des voitures de mauvaise qualité (effectivement au départ ils sont prêts à mettre par exemple 1500 pour les voitures médiocres et 3000 pour les autres, mais sachant qu'il y a des voitures médiocres, ils vont offrir 2250 pour toutes les voitures du marché, ne voulant pas payer le prix fort pour se retrouver avec une voiture médiocre. Finalement les bonnes voitures se retirent du marché, les vendeurs de bonnes voitures ne voulant pas vendre leur voiture à 2250 et les acheteurs payent 2250 pour n'obtenir que des voitures médiocres). L'asymétrie d'information provoque un problème de sélection adverse et empêche certains marchés de fonctionner de façon efficace.
Akerlof a mis en évidence une autre exception à la loi de la demande, aujourd'hui portant son nom, l’« effet d'Akerlof » ou « effet de marque ». Les acheteurs ont parfois tendance à acheter, parmi un ensemble de biens parfaitement substituables, des biens qui ont un prix supérieur au prix moyen en croyant que celui qu’ils achètent est de meilleure qualité.
Ne se restreignant pas à l'économie de l'information, Akerlof a travaillé sur d'autres domaines de l'économie. Il a coécrit avec son épouse Janet Yellen Efficiency Wage Models of the Labor Market dans lequel, à partir d’un modèle, ils apportent des arguments montrant l’existence du phénomène de salaire d'efficience : selon cette hypothèse, les employeurs peuvent avoir un intérêt à verser un salaire plus élevé que le salaire qui optimiserait leur profit, afin d'attirer et de conserver les meilleurs salariés et de corriger des biais informationnels, phénomène également observé par Joseph Eugene Stiglitz et Carl Shapiro.

## Œuvres
- George Akerlof, Robert Shiller, Marchés de dupes, L'économie de la tromperie et de la manipulation, Odile Jacob, 2016
- George A. Akerlof et Robert J. Shiller, Les Esprits animaux : comment les forces psychologiques mènent la finance et l'économie, Pearson, 2009.
- George Akerlof  Thoughts on global warming, Chinadialogue, 2006, [(en) lire en ligne (page consultée le 18 septembre 2014)]
- George A. Akerlof, Explorations in Pragmatic Economics, Oxford University Press, 2005.  (ISBN 0-19-925390-0).
- George A. Akerlof et Janet Yellen, Efficiency Wage Models of the Labor Market, Orlando, Florida Academic Press, 1986.
- George Akerlof et Rachel Kranton, Identity Economics, Princeton University Press, 2010.
- George A. Akerlof, An Economic Theorist's Book of Tales, Cambridge University Press, 1984.
- George Akerlof, The Market for “Lemons”, dans Quarterly Journal of Economics, 1970.

## Vie personnelle
George Akerlof est le fils de Gösta Åkerlöf, chimiste d'origine suédoise, et de Rosalie Grubber (née Hirschfelder), d'origine juive allemande.
Il est l'époux de Janet Yellen, présidente du Conseil des gouverneurs de la Réserve fédérale des États-Unis entre 2014 et 2018. Ils ont un fils, Robert, qui enseigne l'économie à l'université de Warwick.